# Reflektion (filosofi)
För andra betydelser, se Reflexion.

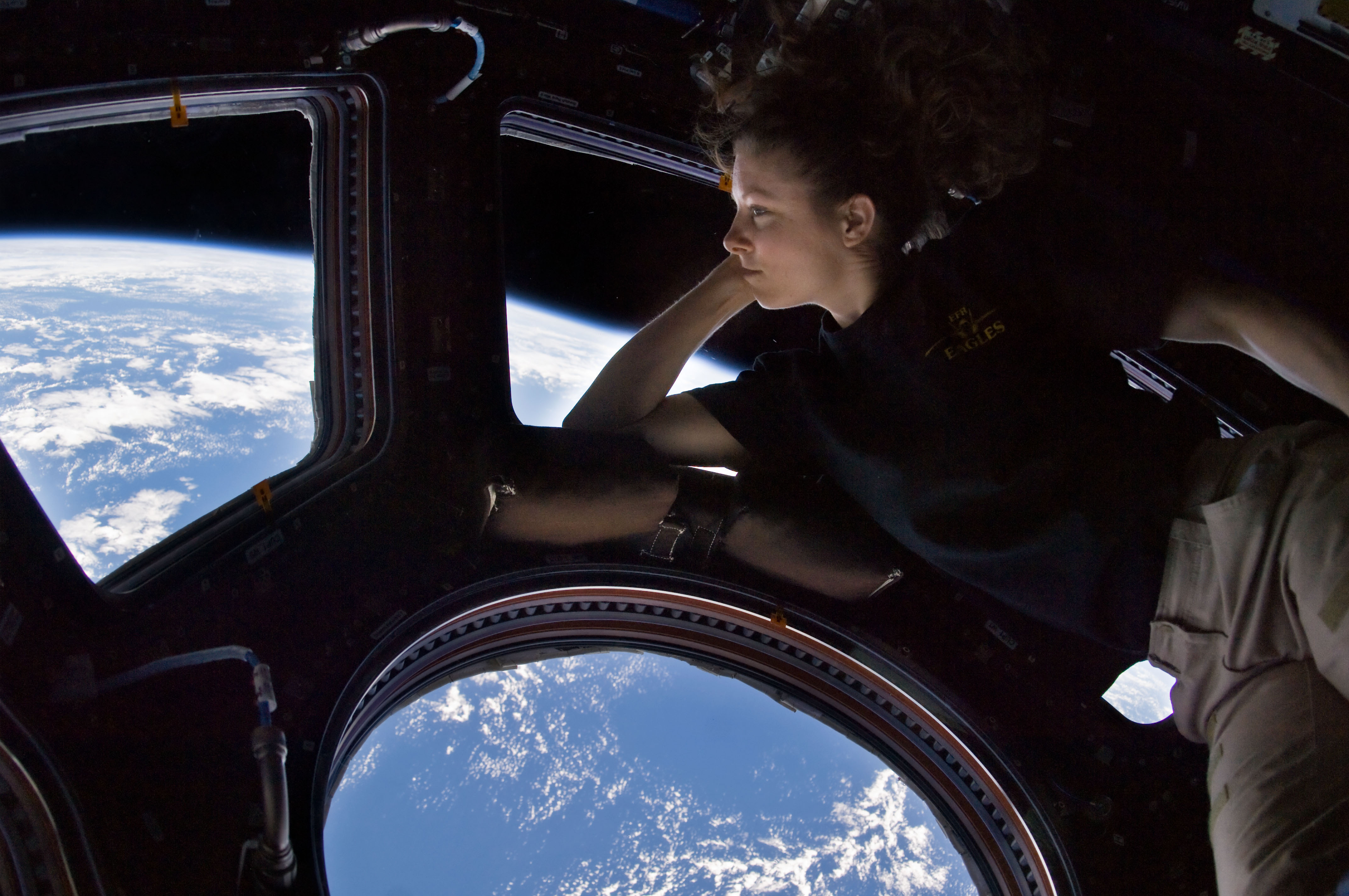
Astronauten Tracy Caldwell Dyson reflekterar i kupolmodulen på Internationella rymdstationen.

Reflektion (mer sällan reflexion) betecknar inom filosofin tankens riktning på en viss sak, eftertanke, betraktelse, eftersinnande; i tysthet gjord anmärkning. Abstraktion kan ses som en form av reflektion. Det är också en metod som används inom determinismen.
Inom psykologin har begreppet i huvudsak använts på två sätt:
1. Medvetandets riktande tillbaka på sig självt, varigenom det blir självmedvetet; i denna bemärkelse tar Locke termen, då han skiljer mellan sensationer av den yttre verkligheten och reflexioner av själens egna tillstånd och verksamheter.
2. En tanke av mera allmän karaktär, som man med en viss tänkandets självverksamhet utvecklar med anledning av en konkretare förnimmelse.

Reflektionen i sistnämnda bemärkelse kan gälla såväl yttre som inre verklighet. Den utgör ett bearbetande av vårt själsinnehåll genom eftertanken, som bestämdare urskiljer momenten i den ursprungliga uppfattningen eller utdrar följderna av densamma.